# Liste des sites classés de la métropole de Lyon
Cet article recense les sites naturels protégés dans la métropole de Lyon, en France.

## Liste

### Sites classés
La liste suivante recense les sites classés de la métropole de Lyon.
| Communes                   | Site                    | Notes | Date | Superficie (ha) | Photo |
| -------------------------- | ----------------------- | ----- | ---- | --------------- | ----- |
| Île Barbe                  | Lyon                    |       | 1937 | 4,56            |       |
| Place Bellecour            | Lyon                    |       | 1941 | 5,23            |       |
| Éperon nord du mont Verdun | Poleymieux-au-Mont-d'Or |       | 1912 | 38,71           |       |
| Croix Rampau               | Poleymieux-au-Mont-d'Or |       | 1941 | 0,27            |       |
| Monument à Ampère          | Poleymieux-au-Mont-d'Or |       | 1941 |                 |       |

### Sites inscrits
La liste suivante recense les sites inscrits de la métropole de Lyon.
| Communes                                   | Site                                                      | Notes | Date | Photo |
| ------------------------------------------ | --------------------------------------------------------- | ----- | ---- | ----- |
| Centre historique de Lyon                  | Caluire-et-Cuire, La Mulatière, Lyon, Sainte-Foy-lès-Lyon |       | 1979 |       |
| Vallon des Serres                          | Charbonnières-les-Bains, Écully                           |       | 1977 |       |
| Île Roy sur la Saône                       | Collonges-au-Mont-d'Or, Fontaines-sur-Saône               |       | 1939 |       |
| Plage de Collonges                         | Collonges-au-Mont-d'Or, Fontaines-sur-Saône               |       | 1943 |       |
| Croix du Mont Thou                         | Poleymieux-au-Mont-d'Or, Saint-Cyr-au-Mont-d'Or           |       | 1934 |       |
| Île Beyne et rive avoisinante sur la Saône | Quincieux                                                 |       | 1935 |       |
| Panorama du côté sud du bourg              | Saint-Cyr-au-Mont-d'Or                                    |       | 1934 |       |
| Château de Fromente                        | Saint-Didier-au-Mont-d'Or                                 |       | 1999 |       |